# Priest Hutton
Priest Hutton is een civil parish in het bestuurlijke gebied Lancaster, in het Engelse graafschap Lancashire met 185 inwoners.